# كسر نقطة (فلم)
نقطة فاصلة (بالإنجليزية: point break) هو فيلم أمريكي وألماني والصيني من إخراج اريكسون كور، صدر في عام 2015. هذا هو طبعة جديدة من الفيلم الذي يحمل نفس الاسم من إخراج كاثرين بيغلو صدر في عام 1991.

## ملخص
تتسرب وكيل الفيدرالي جوني يوتاه مجموعة من  ركمجة حريصة على الرياضة المتطرفة،على التحقيق إن كانوا لصوص البنوك،
برئاسة الكاريزمية بودية الغامضة.
ليكتشف انهم لصوص

## بطاقة تقنية
12x12بك ما لم يذكر خلاف ذلك، أو مكملة، فإن المعلومات الواردة في هذا القسم من قاعدة البيانات IMDb.
- العنوان الأصلي : كسر نقطة
- إخراج : اريكسون كور
- السيناريو: كورت ويمر ، وفقا لما كتبه بيترليف
- الإخراج الفني : أودو كرامر
- الديكور : مايكل فيشنر
- الأزياء : ليسي كريستل
- الفوتوغرافي : اريكسون كور
- التركيب : توم نوبل
- الموسيقى :  جانكي إكس إل
- الإنتاج : جون بولدكي، برودريك جونسون، أندرو أ. كوسوفو، كريس تايلور، ديفيد فالديس و كورت فيمر

زملاء المنتجين : كريستوف فيسر، هينينج ملفينترو تشارلي وبكين
- شركات الإنتاج : ألكون للترفيه، DMG للترفيه،  أون ذي رود، أهمن للإنتاج، استوديو بابلسبيرغ
- شركات التوزيع : وارنر برذرز. (الولايات المتحدة)
- البلد الأصلي : الصين، الولايات المتحدة، ألمانيا
- اللغة الأصلية : الإنجليزية
- الميزانية : 105 ملايين $
- شكل : لون
- النوع : شرطي، أكشن
- المدة : 114 دقيقة
- مواعيد الإصدار:
- الصين : 4 ديسمبر 2015
- الولايات المتحدة : 25 ديسمبر 2015
- فرنسا : 3 فبراير 2016

## الإنتاج

### سفر التكوين والتطور
في عام 2011، بعد 20 عاما على إطلاق كسر نقطة، أعلنت ألكون الترفيه إنتاج طبعة جديدة، مكتوب
من قبل كورت ويمر

### توزيع الأدوار
في حين
جيرارد بتلر  كان مقررا في الأصل أن يلعب دور بودي، هو في نهاية المطاف إدغار راميرز، الذي يحصل على دوربودي، التي قدمها باتريك سويزي
في الفيلم الأصلي .
لوك بريسي هو رسميا في دور جوني يوتا في فبراير 2014 دوار الذي لعبه كيانو ريفز.
جيمس ليجروس، الذي جسد اللص روش في الفيلم الأصلي، مثل هنا دور وكيل مكتب التحقيقات الفدرالي

### تصوير رئيسي
تصوير رئيسيبدأ 26 يونيو 2014في برلين،ثم يأخذ مكان في النمسا (هال تيرول، كارينثيا)، ألمانيا (استوديو بابلسبيرغ) ، إيطاليا، سويسرا ولنستادة ،
المكسيك (مغارة سوالوز، باجا استوديو)، فنزويلا ( شلالات آنجل) ، بولينزيا الفرنسية ، (تاهيتي) الهند و الولايات المتحدة (هاواي،........)

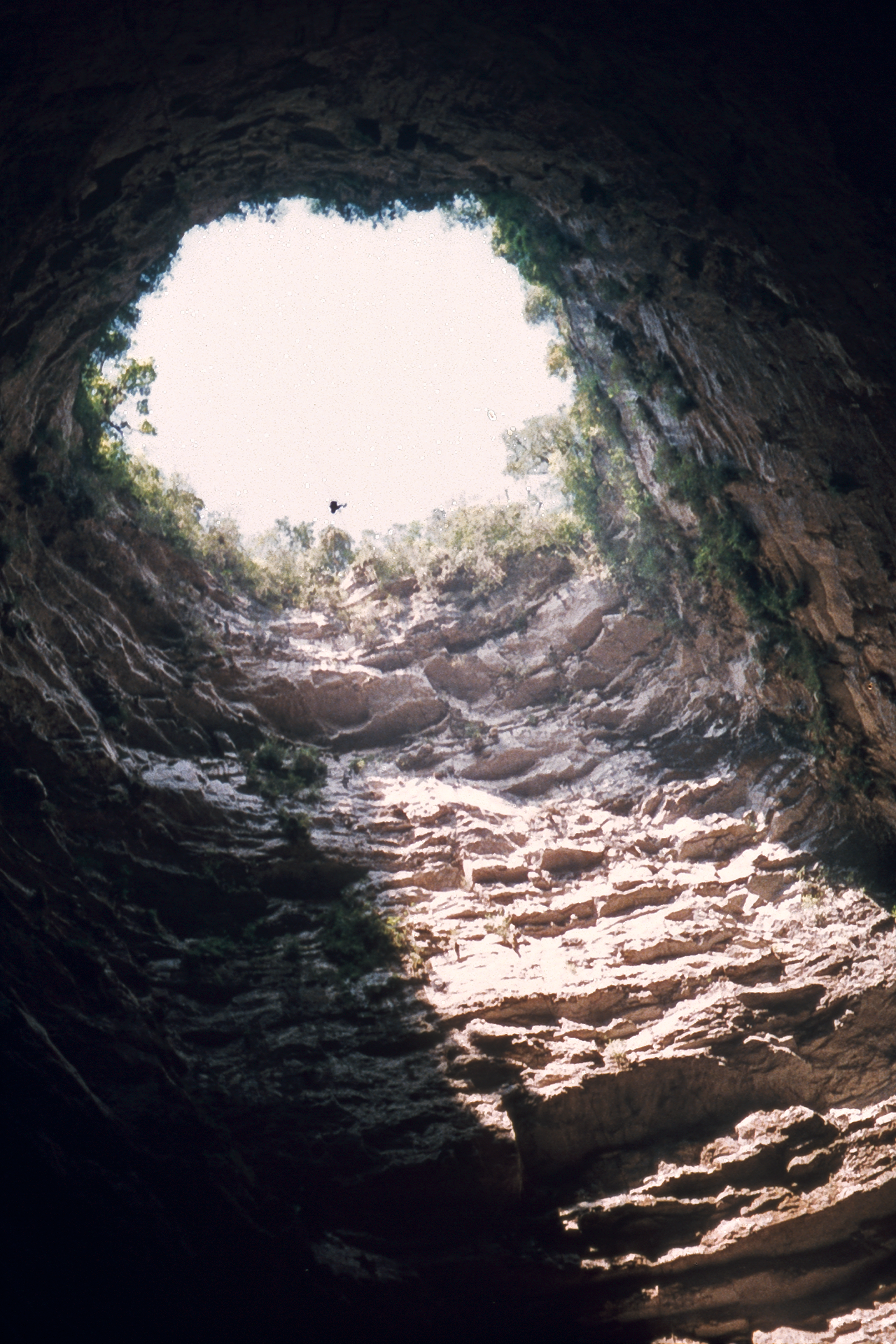
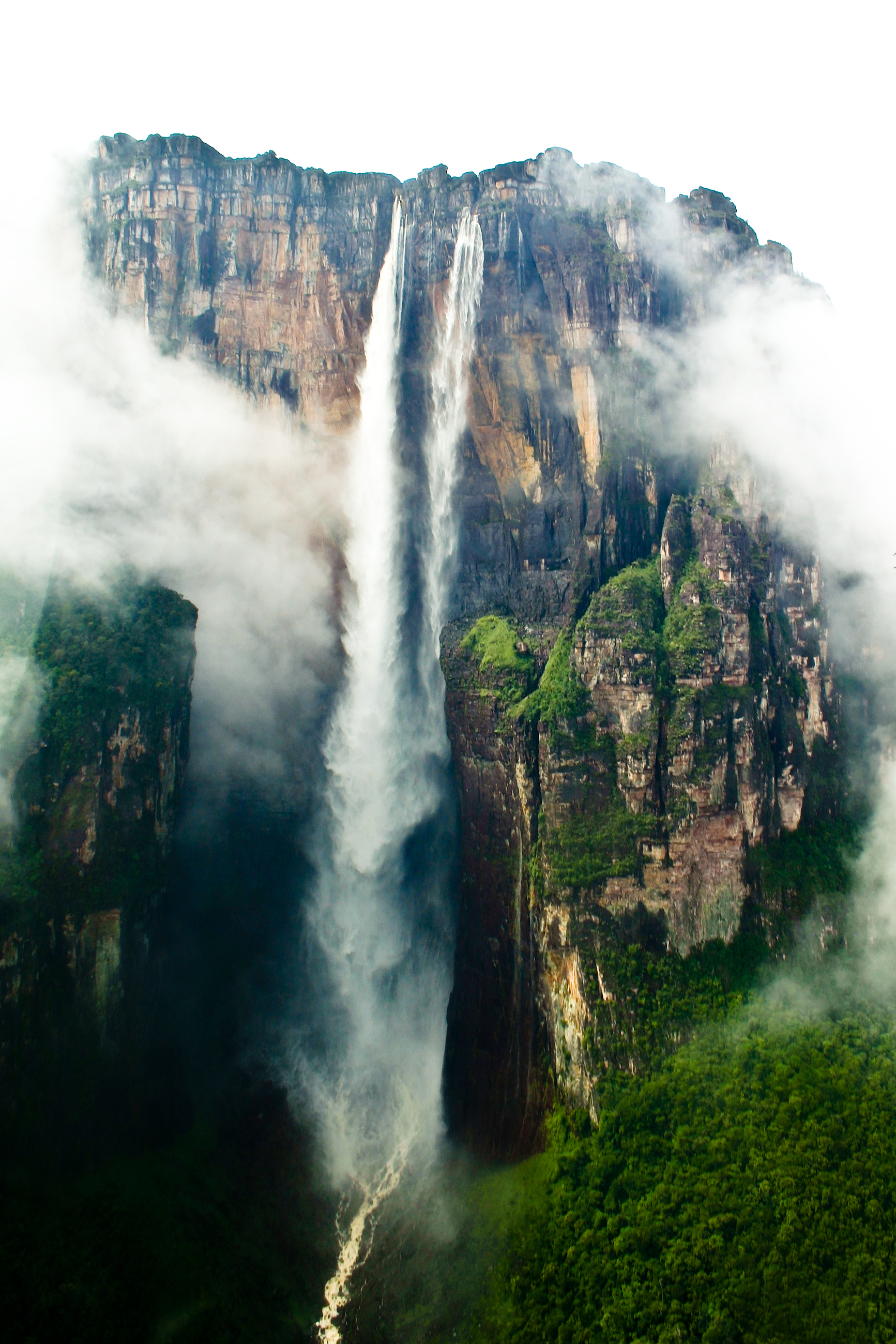

## شريط أصلي
الموسيقى
الفيلم
مركب
بواسطة جانكي إكس إل. ألبوم الموسيقى التصويرية  ومع ذلك، يحتوي على المزيد من الأغاني الفنانين
الكترو
كا أفنير ستيف أوكي، إلخ
أغاني أخرى ظهرت في الفيلم
- Jax Jones - Yeah Yeah Yeah[1]
- The Black Keys - Gold On the Ceiling
- Steve Aoki & DJ Fresh - Dirty Bass

## روابط خارجية
- مقالات تستعمل روابط فنية بلا صلة مع ويكي بيانات